# 贝尔韦斯
贝尔韦斯（法語：Belvès，法語發音：[bɛlvɛs]）是法国多尔多涅省的一个旧市镇，属于萨拉拉卡内达区。2016年，贝尔韦斯与市镇圣阿芒德贝尔韦斯合并为新市镇派德贝尔韦斯。

## 地理
贝尔韦斯（44°46'33"N, 1°0'27"E）面积23.66 平方千米，位于法国新阿基坦大区多爾多涅省，该省份为法国西南部内陆省份，是法國本土面积第三大的省，大致对应佩里戈尔地区，北起顺时针与夏朗德省、上维埃纳省、科雷兹省、洛特省、洛特-加龙省、吉倫特省和滨海夏朗德省接壤。
与贝尔韦斯接壤的市镇（或旧市镇、城区）包括：蒙普莱桑。

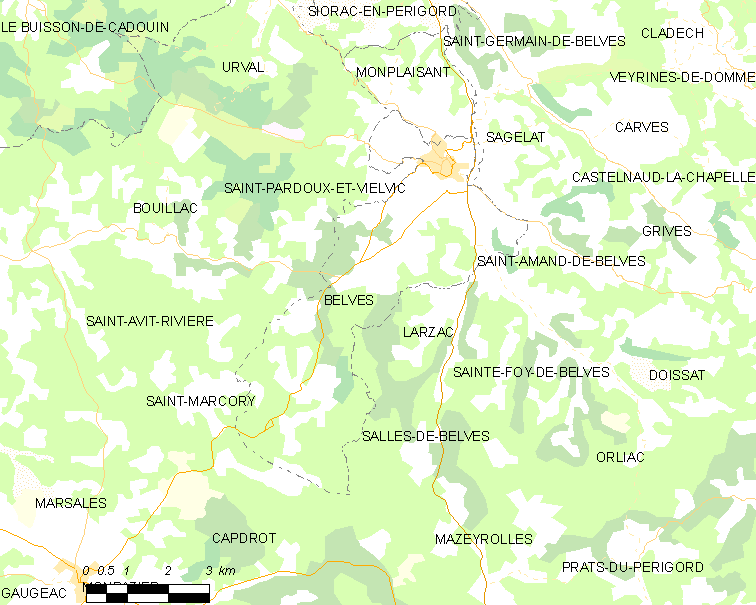
贝尔韦斯的OSM定位图

贝尔韦斯的时区为UTC+01:00、UTC+02:00（夏令时）。

## 行政
贝尔韦斯的邮政编码为24170，INSEE市镇编码为24035。

## 政治
贝尔韦斯所属的省级选区为多尔多涅河谷县。

## 人口

1962-2008年间贝尔韦斯人口变化图示

贝尔韦斯于2018年1月1日时的人口数量为1268人。